# Antonio Nitto
Antonio Nitto (Roma, 2 dicembre 1938 – Sesto San Giovanni, 2 agosto 2023) è stato un pattinatore di velocità su ghiaccio italiano.

## Biografia
Nato nel 1938 a Roma, a 21 anni partecipò ai Giochi olimpici di Squaw Valley 1960, in 3 gare: nei 500 m è arrivato 36º con il tempo di 43"7, nei 1500 m 25º in 2'19"6 e nei 5000 m 31º in 8'40"4.
Chiuse la carriera nel 1961, a 23 anni, tuttavia ritornò a gareggiare, in gare Master, dal 1999 fino al 2012.